# George Harris
George William Harris (Indias Occidentales Británicas, 20 de octubre de 1949) es un actor británico de cine, teatro, televisión, radio y teatro musical.

## Filmografía
| Año       | Película                                           | Papel                      | Notas        |
| 1969      | Gladiatorerna                                      | Oficial Nigeriano          |              |
| 1976      | Peter Pan                                          | Pirata                     |              |
| 1980      | Flash Gordon                                       | Príncipe de Ardentia       |              |
| 1980      | The Dogs of War                                    | Coronel Bobi               |              |
| 1981      | En busca del arca perdida                          | Capitán Katanga            |              |
| 1981      | Prisoners of Conscience                            | Nelson Mandela             | 1 episodio   |
| 1996      | Ruth Rendell Mysteries                             | Dr. Raymond Akande         | 3 episodios  |
| 1997      | Soul Music                                         | Lias Bluestone             | 7 episodios  |
| 1999      | The Bill                                           | Sr. Prince                 | 1 episodio   |
| 2000-2001 | Starhunter                                         | Darius Scott               | 5 episodios  |
| 2001      | Black Hawk Derribado                               | Atto                       |              |
| 2004      | Crimen organizado                                  | Morty                      |              |
| 1986-2004 | Casualty                                           | Rey Clive / Neville Newton | 16 episodios |
| 2004-2005 | 55 Degrees North                                   | Errol Hill                 | 14 episodios |
| 2005      | La intérprete                                      | Kuman-Kuman                |              |
| 2006      | El ojo del delfín                                  | Daniel                     |              |
| 2006      | Doble Identidad                                    | Gabriel Sekoa              | 1 episodio   |
| 2007      | Harry Potter y la Orden del Fénix                  | Kingsley Shacklebolt       |              |
| 2009      | Ágora                                              | Heladius                   |              |
| 2010      | Harry Potter y las Reliquias de la Muerte: parte 1 | Kingsley Shacklebolt       |              |
| 2011      | Harry Potter y las Reliquias de la Muerte: parte 2 | Kingsley Shacklebolt       |              |
| 2012      | Simbad                                             | Zalelew                    | 2 episodios  |